# Orientalisches Zackenschötchen
Das Orientalische Zackenschötchen (Bunias orientalis), auch als Glattes Zackenschötchen oder Türkische Rauke bezeichnet, ist eine Pflanzenart aus der Gattung Zackenschötchen (Bunias) innerhalb der Familie der Kreuzblütengewächse (Brassicaceae). Sie ist hauptsächlich von Sibirien bis Ost- und Südosteuropa verbreitet.

## Beschreibung

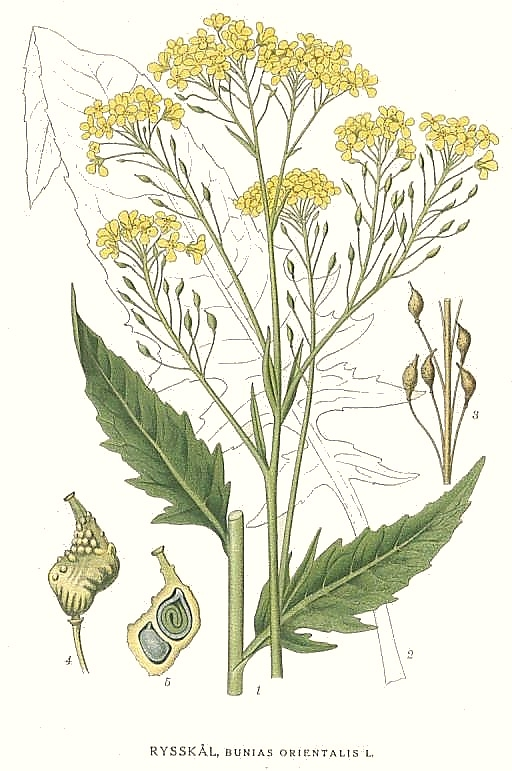
Illustration

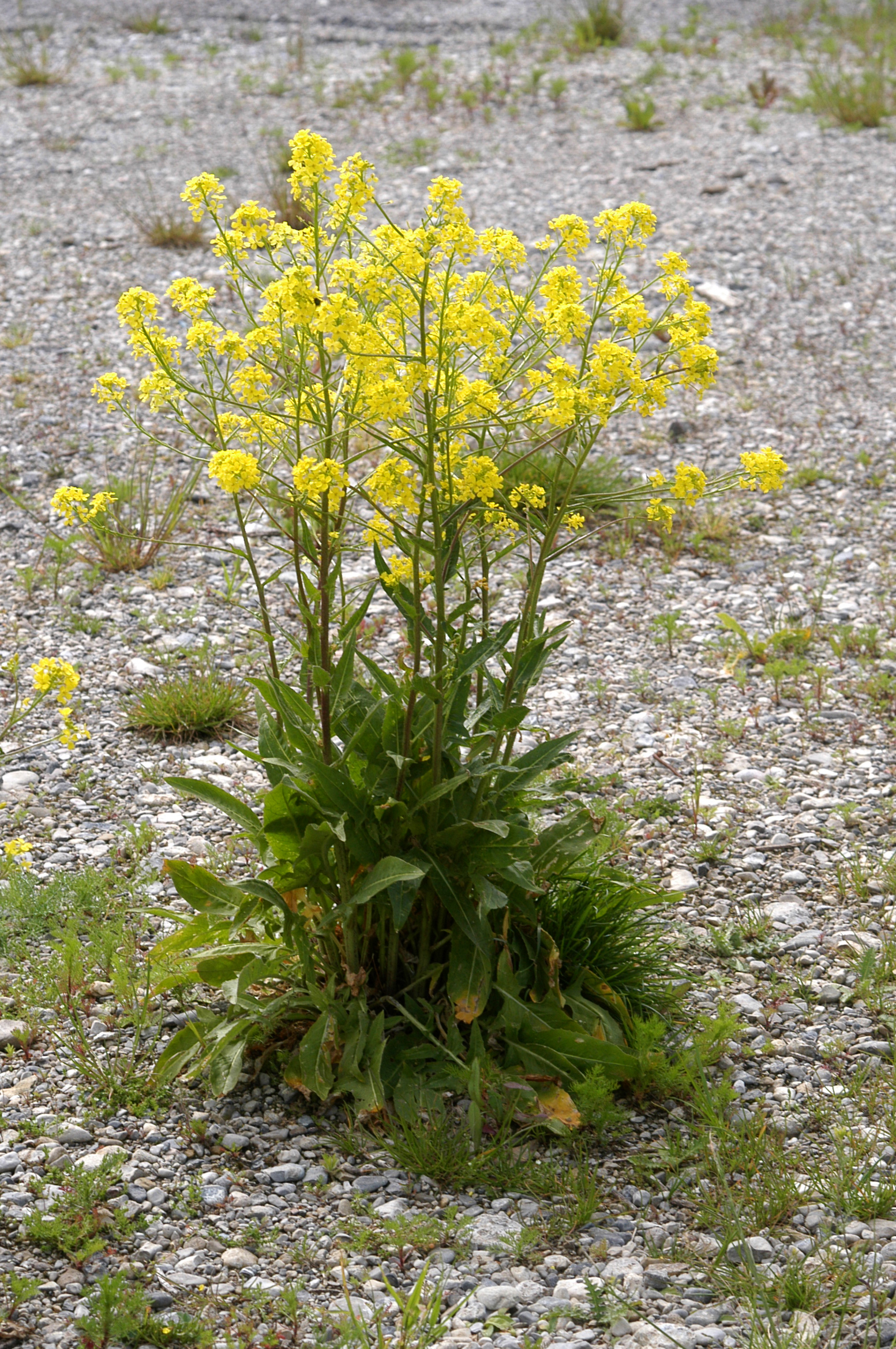
Orientalisches Zackenschötchen (Bunias orientalis)

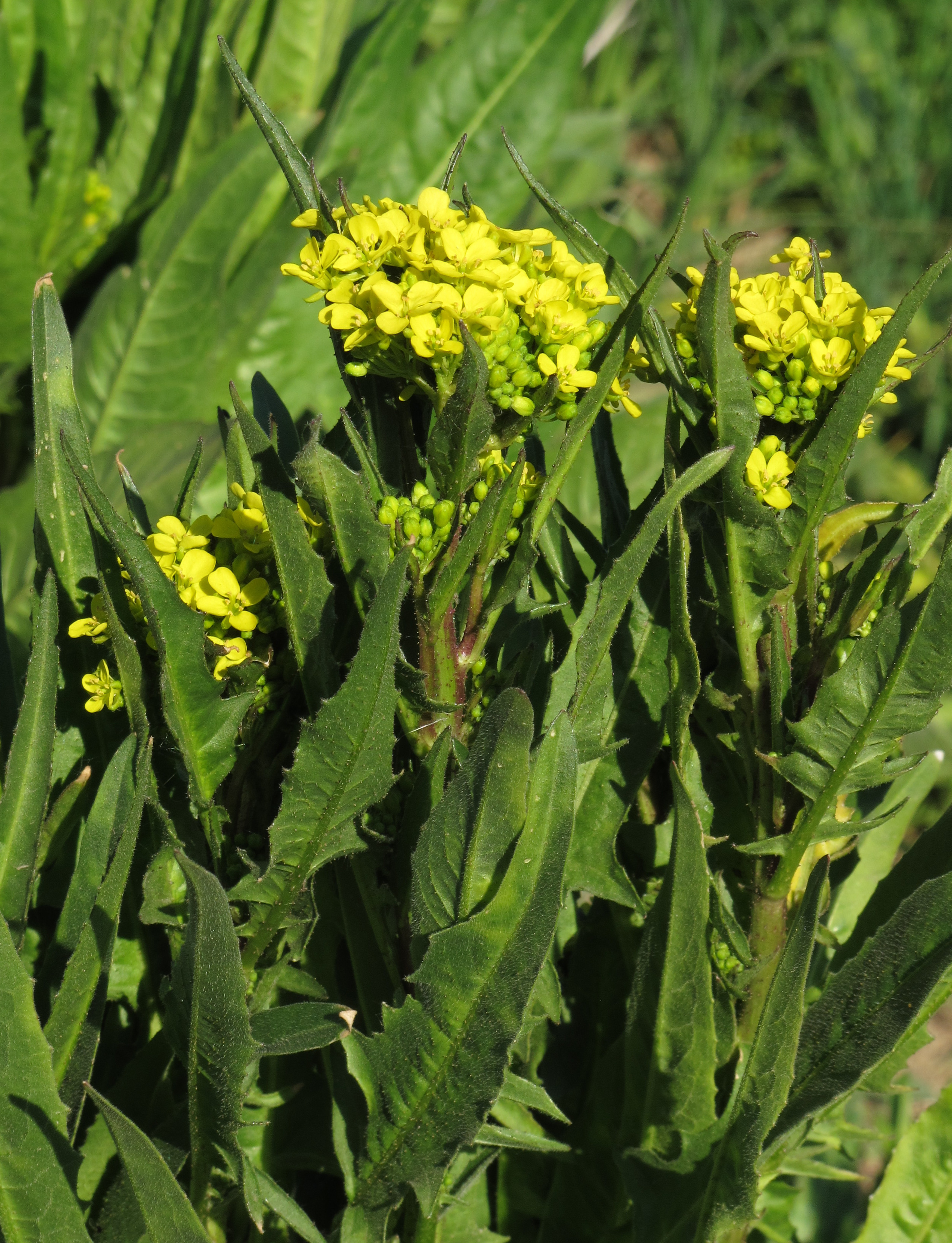
Blüten

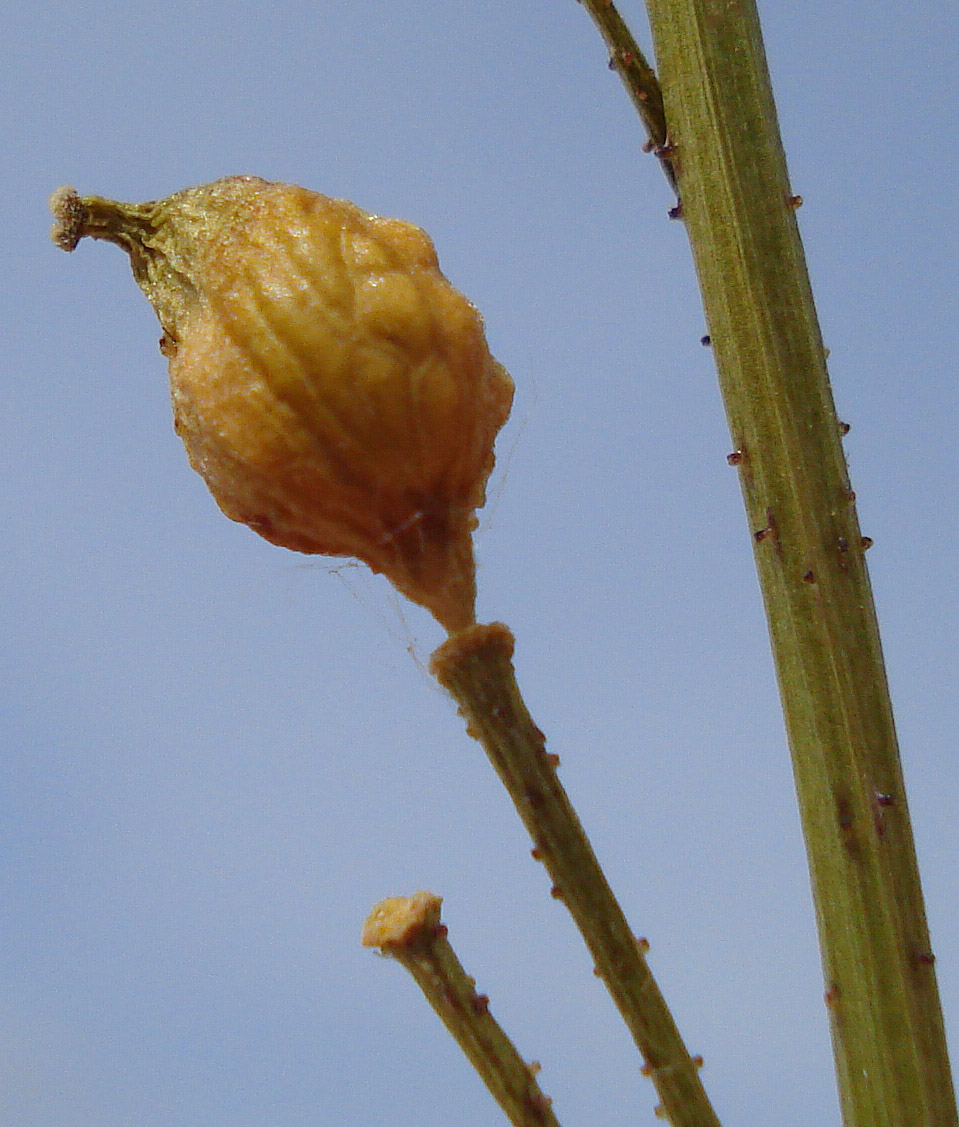
Schötchen

### Vegetative Merkmale
Das Orientalische Zackenschötchen wächst als zwei-, seltener auch mehrjährige krautige Pflanze und erreicht Wuchshöhen von 25 bis 200 Zentimetern. Sie besitzt eine spindelförmige Wurzel. Der aufrechte Stängel ist im oberen Teil verzweigt, mit warzigen Höckern besetzt und dicht behaart bis fast kahl.
Die untersten Laubblätter sind bei einer Länge von bis zu 40 Zentimetern länglich-lanzettlich. Die folgenden Laubblätter sind fiederteilig und besitzen einen großen, mehr oder weniger dreieckigen gezähnten Endlappen und ein bis zwei Seitenlappen. Die obersten Laubblätter sind meist sitzend, ungeteilt und linealisch-lanzettlich geformt.

### Generative Merkmale
Die Blütezeit reicht vorwiegend von Mai bis August. Es wird ein umfangreicher, rispiger Gesamtblütenstand gebildet.
Die zwittrigen Blüten sind vierzählig mit doppelter Blütenhülle. Die vier gelben Kronblätter haben eine Länge von 5 bis 8 Millimetern.
Die aufrecht abstehenden Fruchtstiele sind 7 bis 17 Millimeter lang. Das ein- bis zweifächrige Schötchen ist bei einer Länge von 5 bis 10 Millimetern schief-eiförmig, höckerig und flügellos.
Die Chromosomenzahl beträgt 2n = 14.

## Ökologie
Das Orientalische Zackenschötchen ist ein Hemikryptophyt (inklusive Zweijähriger) und ein Tiefwurzler.

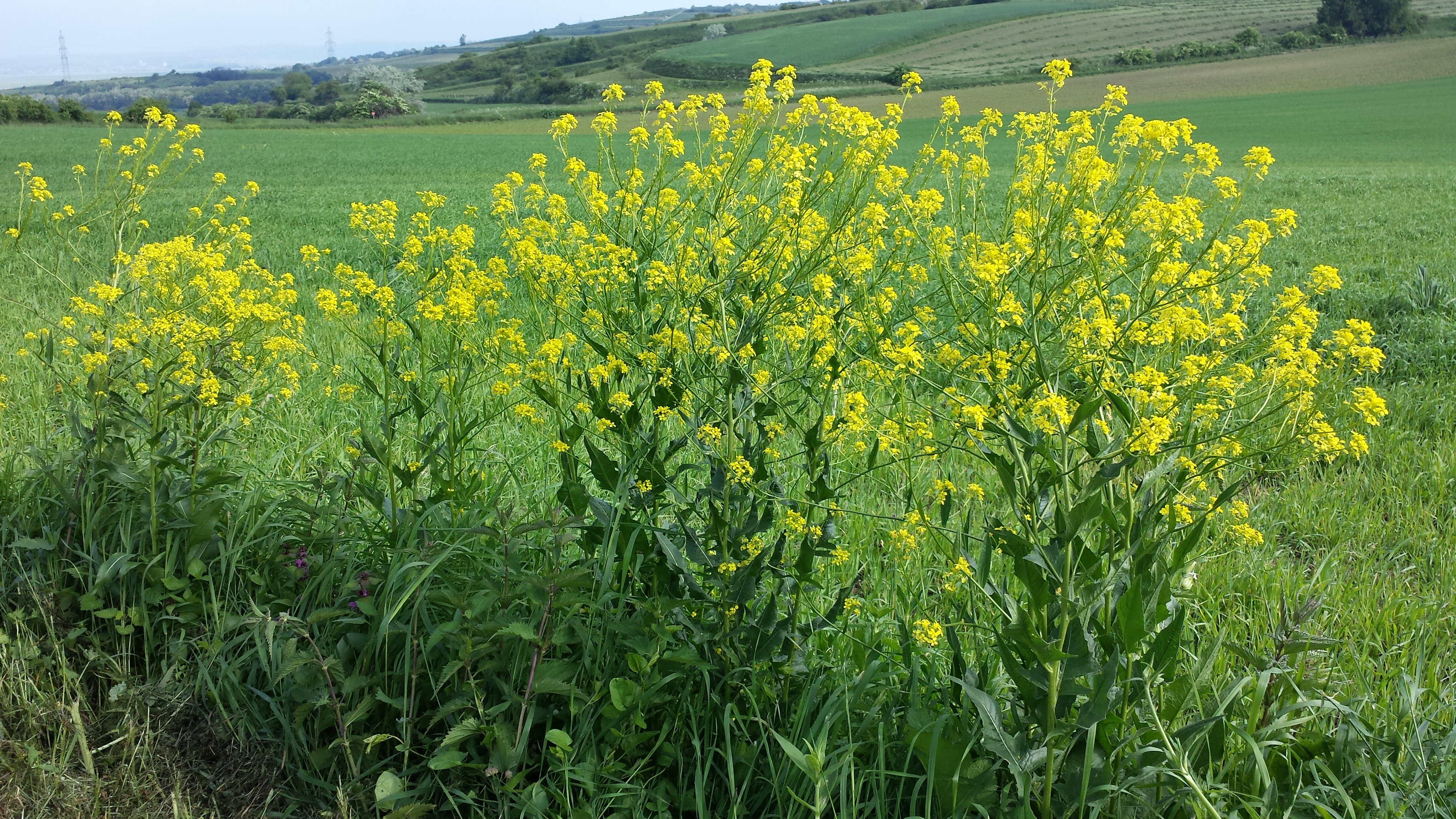
Habitus während der Anthese

Die Bestäubung erfolgt oft durch Insekten, auch Selbstbestäubung kommt vor.
Das Orientalische Zackenschötchen ist ein Steppenroller mit Klettausbreitung der Früchte.

## Vorkommen
Bunias orientalis kommt von Sibirien bis Ost- und Südosteuropa vor. Es kam in Mitteleuropa ursprünglich nur gebietsweise, etwa in Ungarn vor, breitet sich jedoch zunehmend nach Mittel- und Nordeuropa aus. In der Schweiz tritt das Orientalische Zackenschötchen nur stellenweise auf. Heute ist die Art auch ein Neophyt in weiteren Ländern Asiens, Europas und Nordamerikas.
Das Orientalische Zackenschötchen kommt in Deutschland im mittleren Teil zerstreut bis verbreitet vor. In Norddeutschland ist es bisher selten oder fehlt ganz. Südlich der Donau ist es stellenweise zu finden. Massenvorkommen finden sich inzwischen vor allem in den warmen Muschelkalkgebieten Thüringens, Nordbayerns und Hessens, wo die Pflanze sich insbesondere seit den 1990er Jahren verstärkt vermehrt.
Neilreich berichtete 1867 erstmals von einigen Exemplaren im Prater, die im Zuge einer landwirtschaftlichen Ausstellung bzw. durch lagernde Kavallerieregimenter eingeschleppt worden sein dürften. Inzwischen tritt das Zackenschötchen in Österreich in allen Bundesländern zerstreut bis selten auf und ist im ganzen Gebiet in Ausdehnung begriffen. Im pannonischen Gebiet ist die Art voll eingebürgert, in den anderen Gebieten stellenweise nur unbeständig.
Das Orientalische Zackenschötchen wächst in Mitteleuropa an Verkehrswegen, auf Ruderalstellen, in Frischwiesen sowie an Weinbergen. Es gedeiht am besten auf kalkreichen, mäßig trockenen bis frischen, lehmigen Böden. Sie steigt nach Erich Oberdorfer im südlichen Schwarzwald an Straßenrändern bis zu einer Höhe von 1400 Metern auf.
Es ist eine lichtliebende Pflanze. Nach Ellenberg ist es eine Halblichtpflanze, intermediär-kontinental verbreitet, ein Frischezeiger, auf mäßig stickstoffreichen Standorten wachsend. Das Orientalische Zackenschötchen ist Verbandscharakterart Halbruderaler Pionier- und Lockerrasen-Gesellschaften (Convolvulo-Elymion (=Agropyrion) repentis). Nach Oberdorfer kommt die Art in Mitteleuropa gern zusammen mit dem Beifuß (Artemisia vulgaris) im Arctio-Artemisietum aus dem Verband Arction vor, doch findet sie sich auch in Gesellschaften der Verbände Aegopodion, Convolvulion oder Convolvulo-Agropyrion.
Die ökologischen Zeigerwerte nach Landolt et al. 2010 sind in der Schweiz: Feuchtezahl F = 2 (mäßig trocken), Lichtzahl L = 3 (halbschattig), Reaktionszahl R = 3 (schwach sauer bis neutral), Temperaturzahl T = 3+ (unter-montan und ober-kollin), Nährstoffzahl N = 4 (nährstoffreich), Kontinentalitätszahl K = 4 (subkontinental).

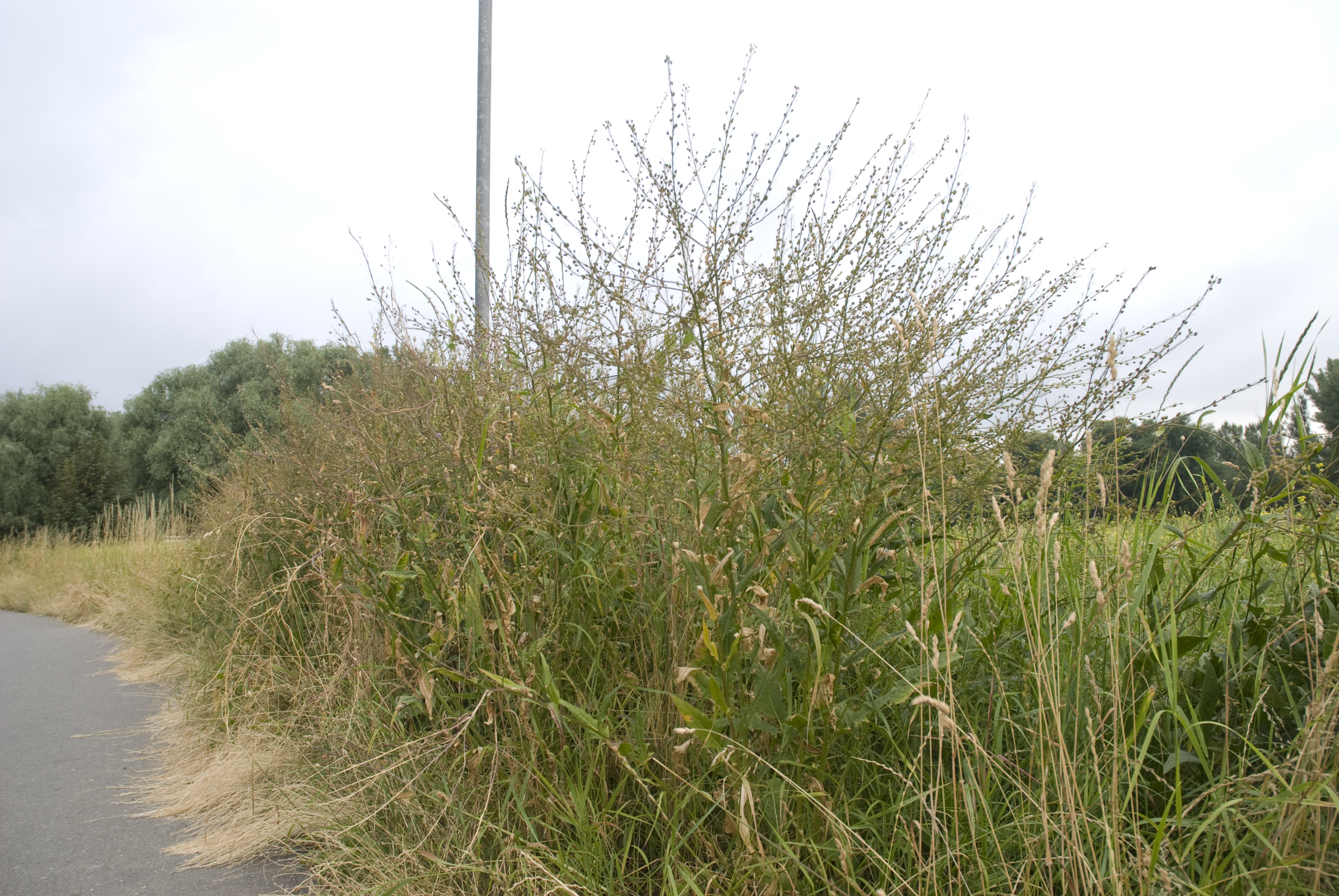
Habitus zur Samenreife durch zu späte Mahd

## Invasionsbiologie
Es handelt sich um eine erst seit Mitte des 20. Jahrhunderts in Mitteleuropa eingeschleppte Pflanze (invasive Pflanze) – manchmal wurde sie wegen ihres Reichtums an Eiweiß sogar als Futterpflanze angebaut. Sie breitet sich hier immer weiter aus. An den bereits besiedelten Standorten kann sich das Orientalische Zackenschötchen bei günstigen Bedingungen (Störungen, Erdtransporte, ungünstiges Mahdregime) sprunghaft vermehren. Frühe Beobachtungen aus Mitteleuropa sind: Warnemünde 1810, Schleswig-Holstein 1819, Nürnberg 1868, Wien 1868, Hameln 1869.
Das Orientalische Zackenschötchen produziert eine hohe Zahl von Samen, die mit Hilfe von Erdtransporten, Mähwerkzeugen, Tierfutter und Tieren auch über größere Distanzen verteilt werden. Oft finden sich erste Pionierpflanzen an frisch gestörten Stellen, an Verteilerkästen, Laternenmasten usw., von wo aus sich das Orientalische Zackenschötchen überraschend schnell ausbreiten kann. Auch Wurzelfragmente können den Ursprung von neuen lokalen Populationen bilden.
Die Pflanze wurde aufgrund ihres Ausbreitungspotenzials und der Schäden in den Bereichen Biodiversität, Gesundheit bzw. Ökonomie in die Schwarze Liste der invasiven Neophyten der Schweiz aufgenommen.

### Bekämpfungsmaßnahmen

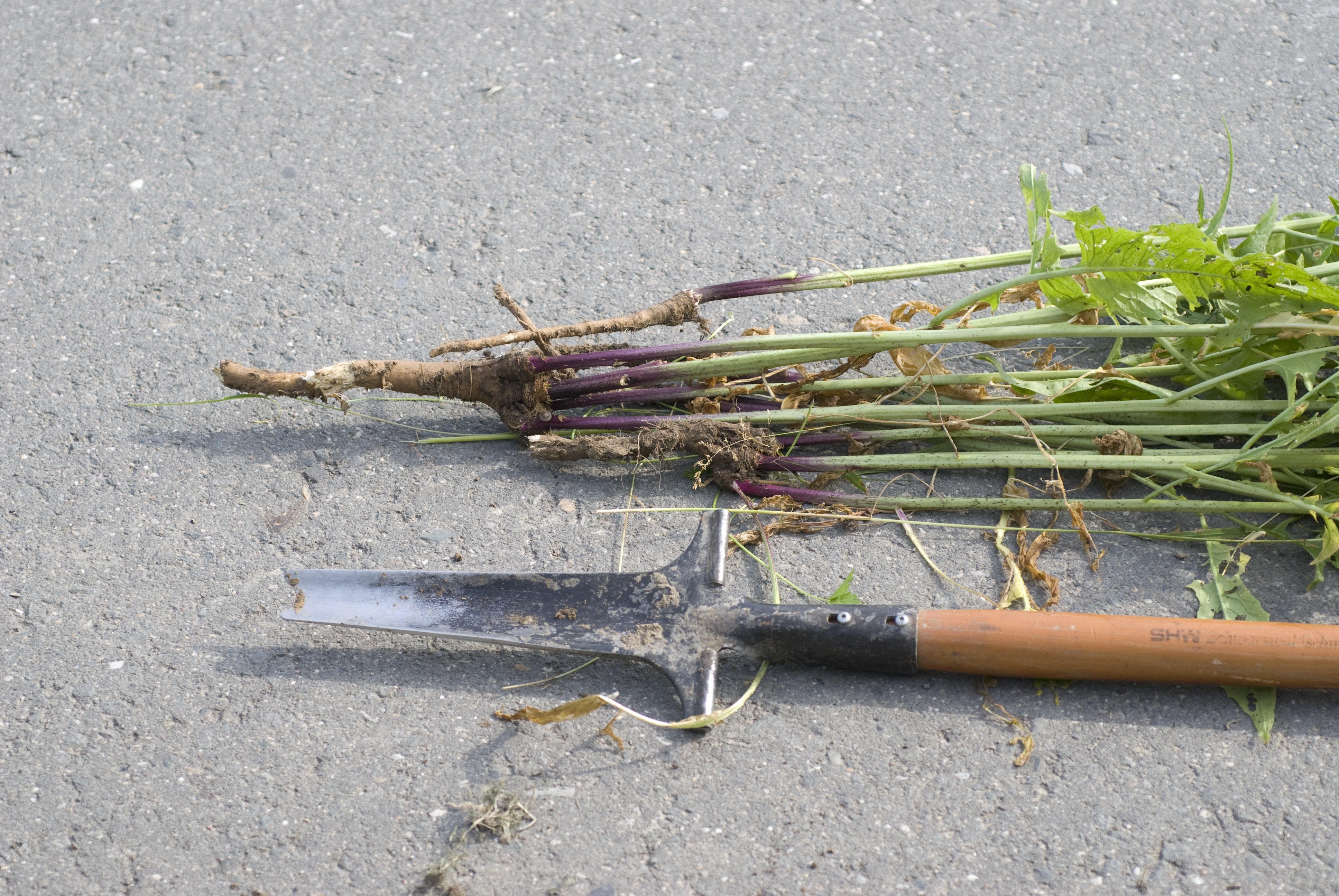
Mit Hilfe eines Unkrautstechers ausgehobene Wurzel von Bunias orientalis

Das Orientalische Zackenschötchen bildet zunächst lückige, später oft sehr dichte, bis maximal 2 Meter hohe Bestände, in denen die oft ursprünglich vorhandene Wiesenvegetation weitgehend und teilweise nahezu komplett verdrängt wird. Nach einer Mahd regenerieren die Pflanzen sehr rasch und bilden große Blattrosetten. Die wirksamste Bekämpfung der Orientalischen Zackenschote besteht im vollständigen Ausstechen der Pflanze mit einem Unkrautstecher. Eine Mahd kann die weitere Ausbreitung verhindern, muss aber zur Blütezeit stattfinden. Geschieht dies zu früh, können die Pflanzen erneut Blütenstände bilden, haben die Pflanzen schon Samen gebildet, können sich auch halbreife Samen noch zu keimfähigen entwickeln. Eine Behandlung mit Herbiziden kann bei großflächigen Beständen die einzige Möglichkeit darstellen, das Orientalische Zackenschötchen mit vertretbarem Aufwand zu kontrollieren. Ein Mulchen kann die Ausbreitung der Pflanze fördern, weil eine Keimung der Samen durch die Methode erleichtert wird. Pflanzen mit halbreifen und reifen Samen sollten in geeigneter Weise entsorgt werden, so dass ein Auskeimen ausgeschlossen werden kann.

## Taxonomie
Die Erstveröffentlichung von Bunias orientalis erfolgte 1753 durch Carl von Linné in Species Plantarum, Tomus II, S. 670. Das Artepitheton orientalis bedeutet „östlich“ oder „aus dem Orient“.

## Nutzung
Die jungen und noch zarten oberirdischen Pflanzenteile können gekocht oder auch als Salat verzehrt werden. Die einjährige Wurzel wird wie Meerrettich verwendet. Die Knospen können wie Broccoli zubereitet werden.